# Кудинська сільська рада
Ку́динська сільська́ ра́да — адміністративно-територіальна одиниця та орган місцевого самоврядування в Летичівському районі Хмельницької області. Адміністративний центр — село Кудинка.

## Загальні відомості
Кудинська сільська рада утворена в 1944 році.
- Територія ради: 33,11 км²
- Населення ради: 678 осіб (станом на 2001 рік)
- Територією ради протікає річка Південний Буг

## Населені пункти
Сільській раді були підпорядковані населені пункти:
- с. Кудинка
- с. Рожни
- с. Свічна

## Склад ради
Рада складалася з 14 депутатів та голови.
- Голова ради: Рудик Наталія Аркадіївна
- Секретар ради: Токар Галина Іванівна

### Керівний склад попередніх скликань
| Прізвище, ім'я, по батькові | Основні відомості                                                               | Дата обрання | Дата звільнення |
| --------------------------- | ------------------------------------------------------------------------------- | ------------ | --------------- |
| Рудик Наталія Аркадіївна    | Сільський голова, 1976 року народження, освіта середня спеціальна, позапартійна | 26.03.2006   | 31.10.2010      |
| Рудик Наталія Аркадіївна    | Сільський голова, 1976 року народження, освіта середня спеціальна, позапартійна | 31.10.2010   |                 |

Примітка: таблиця складена за даними сайту Верховної Ради України

### Депутати
За результатами місцевих виборів 2010 року депутатами ради стали:

#### За суб'єктами висування
| Суб'єкт висування | Кількість обраних депутатів | %    |
| ----------------- | --------------------------- | ---- |
| Партія регіонів   | 12                          | 85,7 |
| Народна партія    | 1                           | 7,1  |
| Самовисування     | 1                           | 7,1  |

#### За округами
| № округу        | Прізвище, ім'я, по батькові | Дата визнання обраним | Освіта  | Партійна приналежність | Відомості про обраного депутата                             |
| --------------- | --------------------------- | --------------------- | ------- | ---------------------- | ----------------------------------------------------------- |
| Народна Партія  |                             |                       |         |                        |                                                             |
| 7               | Токар Василь Павлович       | 03.11.2010            | середня | член Партії регіонів   | тимчасово не працює                                         |
| Партія регіонів |                             |                       |         |                        |                                                             |
| 1               | Токар Галина Іванівна       | 03.11.2010            | середня | член Партії регіонів   | Кудинська сільська рада, секретар                           |
| 2               | Олійник Тетяна Михайлівна   | 03.11.2010            | середня | член Партії регіонів   | тимчасово не працює                                         |
| 3               | Швець Марія Федорівна       | 03.11.2010            | середня | член Партії регіонів   | тимчасово не працює                                         |
| 4               | Гудзенко Майя Віталіївна    | 03.11.2010            | середня | член Партії регіонів   | Кудинська сільська бібліотека, бібліотекар                  |
| 5               | Колесник Людмила Василівна  | 03.11.2010            | середня | позапартійна           | Новокостянтиніський будинок-інтернат, молодша сестра        |
| 6               | Яловенко Марія Степанівна   | 03.11.2010            | середня | член Партії регіонів   | тимчасово не працює                                         |
| 8               | Педосюк Микола Дмитрович    | 03.11.2010            | середня | член Партії регіонів   | тимчасово не працює                                         |
| 9               | Андрощук Любов Василівна    | 03.11.2010            | вища    | член Партії регіонів   | тимчасово не працює                                         |
| 10              | Корнічук Любов Михайлівна   | 03.11.2010            | середня | член Партії регіонів   | тимчасово не працює                                         |
| 11              | Янчишин Олексій Іванович    | 03.11.2010            | середня | член Партії регіонів   | СТОВ Агрофірма с. Кудинка, тракторист                       |
| 12              | Шиндерук Наталія Петрівна   | 03.11.2010            | середня | член Партії регіонів   | Новокостянтинівське відділення поштового зв'язку, листоноша |
| 14              | Вознюк Дмитро Петрович      | 03.11.2010            | середня | член Партії регіонів   | тимчасово не працює                                         |
| Самовисування   |                             |                       |         |                        |                                                             |
| 13              | Шиндерук Надія Іванівна     | 03.11.2010            | середня | позапартійна           | Територіальний центр, соціальний працівник                  |